# Аль-Бируни
Аль-Бируни (полное имя — Абу́ Рейха́н Мухамме́д ибн Ахме́д аль-Бируни́; перс. ابوریحان بیرونی‎‎, араб.  أبو الريحان البيروني‎‎; 4 сентября 973, Кят, Государство Хорезмшахов, Саманидское государство — 9 декабря 1048, Газни, Газневидское государство) — средневековый персидский учёный-энциклопедист и мыслитель, автор многочисленных капитальных трудов по истории, географии, филологии, астрономии, математике, механике, геодезии, минералогии, фармакологии, геологии и др. Бируни владел почти всеми науками своего времени. Перечень работ Бируни, составленный им самим около 1036 года, содержит более ста названий. Свои научные труды писал на арабском и персидском языках.

## Биография
Аль-Бируни родился 4 октября 973 года в хорезмийском городе Кят (ныне город Беруни в республике Каракалпакстан в Узбекистане). По другим данным Бируни родился 4 сентября 973 года. О его родителях известно мало, в своих собственных записях Бируни писал, что не знает отца и деда. Согласно «Энциклопедии ислама», Бируни родился в иранской семье.

Бируни так охарактеризовал языки, которые он выучил: 
«Затем я перешёл к арабскому и персидскому, в каждом из них я пришелец, с трудом им владеющий».
По мнению некоторых востоковедов, его родным языком был хорезмийский диалект персидского языка.
В общей сложности, он знал хорезмийский, персидский, арабский, еврейский, сирийский, греческий и санскрит.
Бируни ставил арабский язык выше персидского, когда он писал: «поношение по-арабски милее мне, чем похвала по-персидски… этот диалект годится только для хосроевских повестей и ночных сказок».
Выйдя из ремесленнических кругов, получил широкое математическое и философское образование. Его учителем в древней столице хорезмшахов Кяте был выдающийся математик и астроном Ибн Ирак. После взятия в 995 году Кята эмиром Гурганджа и переноса столицы Хорезма в Гургандж аль-Бируни, поддерживавший свергнутую династию Афригидов, уехал в Рей, где работал у ал-Ходжанди. Бируни работал в Гургане при дворе Зияридского эмира Табаристана Шамс аль-Ма’али Кабуса, которому он около 1000 года посвятил «Хронологию». В итоге вернулся в Хорезм и работал в Гургандже при дворе хорезмшахов Али (997—1009) и Мамуна II, в том числе был одним из ведущих учёных Академии Мамуна.
С 1017 года, после завоевания Хорезма султаном Махмудом Газневи он вместе с другими пленными учёными был вынужден переехать в Газну, где работал при дворе султана Махмуда и его преемников Масуда и Маудуда. Аль-Бируни участвовал в походах Махмуда в Индию, где прожил несколько лет. Покровительствовавшему ему Масуду аль-Бируни посвятил сочинение по астрономии и сферической тригонометрии, известное как «Канон Масуда».
Как отмечал таджикский академик Б. Гафуров, аль-Бируни многие страны считают своим, но он был выходцем из Хорезма, и он принадлежит всем народам.

## Бируни и Ибн Сина
Ибн Сина (Авиценна) в 997 году переехал из Бухары в Хорезм, где прожил 15 лет до 1012 года. В 997—998 гг. Бируни вёл переписку с Ибн Синой по различным вопросам космогонии и физики, воплощённую в форме вопросов и ответов. В Ургенче Ибн Сине посчастливилось работать в Академии Мамуна, где уже работал Бируни. Основы двух трудов, составивших славу Ибн Сины, «Канона врачебной науки» (Ал-Канун фит-т-тибб) и «Книги исцеления» (Китаб аш-шифа) закладывались в Хорезме — в Ургенче. «Канон врачебной науки» был начат в Хорезме в 1000 г. В 1012 году Ибн Сина покинул Хорезм и направился в Хорасан.

## Научные работы

Диаграмма, иллюстрирующая метод, предложенный и используемый Аль-Бируни для оценки радиуса и окружности Земли

В самом первом сочинении «Хронология, или памятники минувших поколений» (1000 год) аль-Бируни собрал и описал все известные в его время системы календаря, применявшиеся у различных народов мира, и составил хронологическую таблицу всех эпох, начиная от библейских патриархов.
В завершённом в 1030 году труде «Индия, или Книга, содержащая разъяснение принадлежащих индийцам учений, приемлемых разумом или отвергаемых» аль-Бируни дал детальное научно-критическое описание быта, культуры и науки индийцев, изложил их религиозно-философские системы, достаточно точно переложив учение классической санкхьи, теорию космической эволюции, учение о связи души с «тонким телом» и др. Здесь же изложена знаменитая легенда о создателе игры в шахматы[какая?].
Астрономии Бируни посвятил 45 сочинений. Популярным введением в астрономическую науку служит «Книга вразумления начаткам науки звёзд», написанная около 1029 года и дошедшая до нас в двух вариантах: на арабском языке и на фарси. Эта книга состоит из 530 вопросов и ответов по геометрии, арифметике, астрономии, географии, хронологии, устройству астролябии и астрологии.

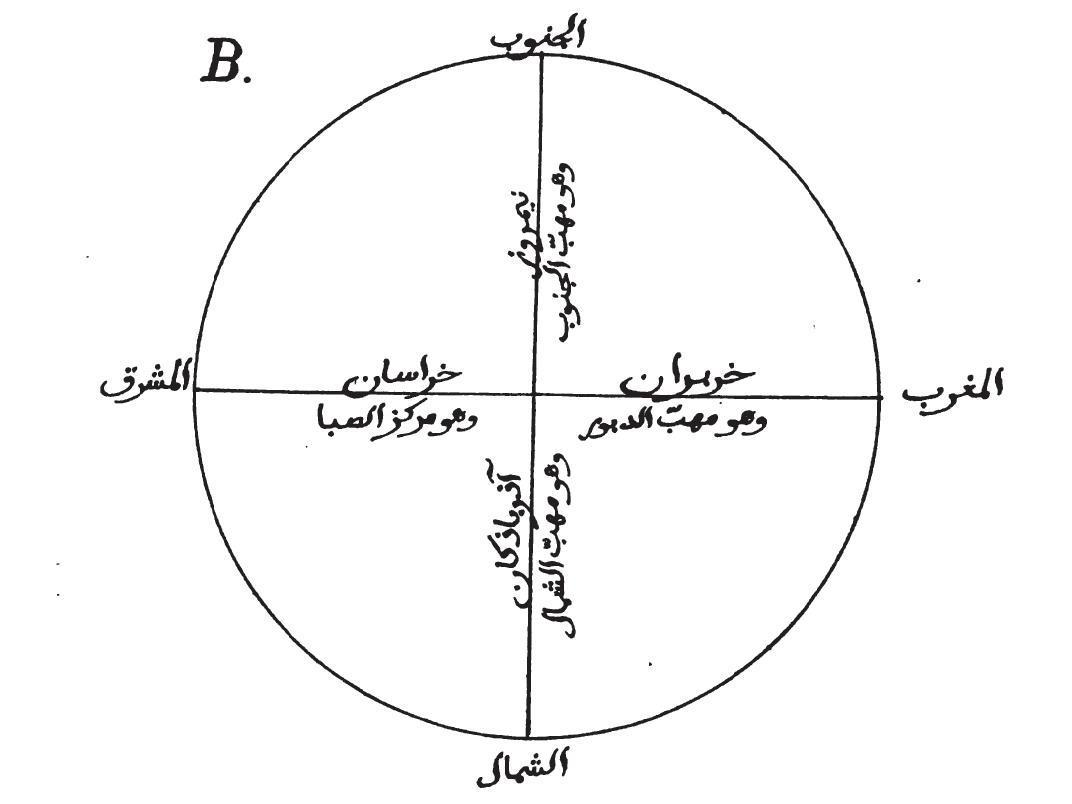
Четыре направления и политические деления Ирана (Абу Рейхан аль-Бируни)

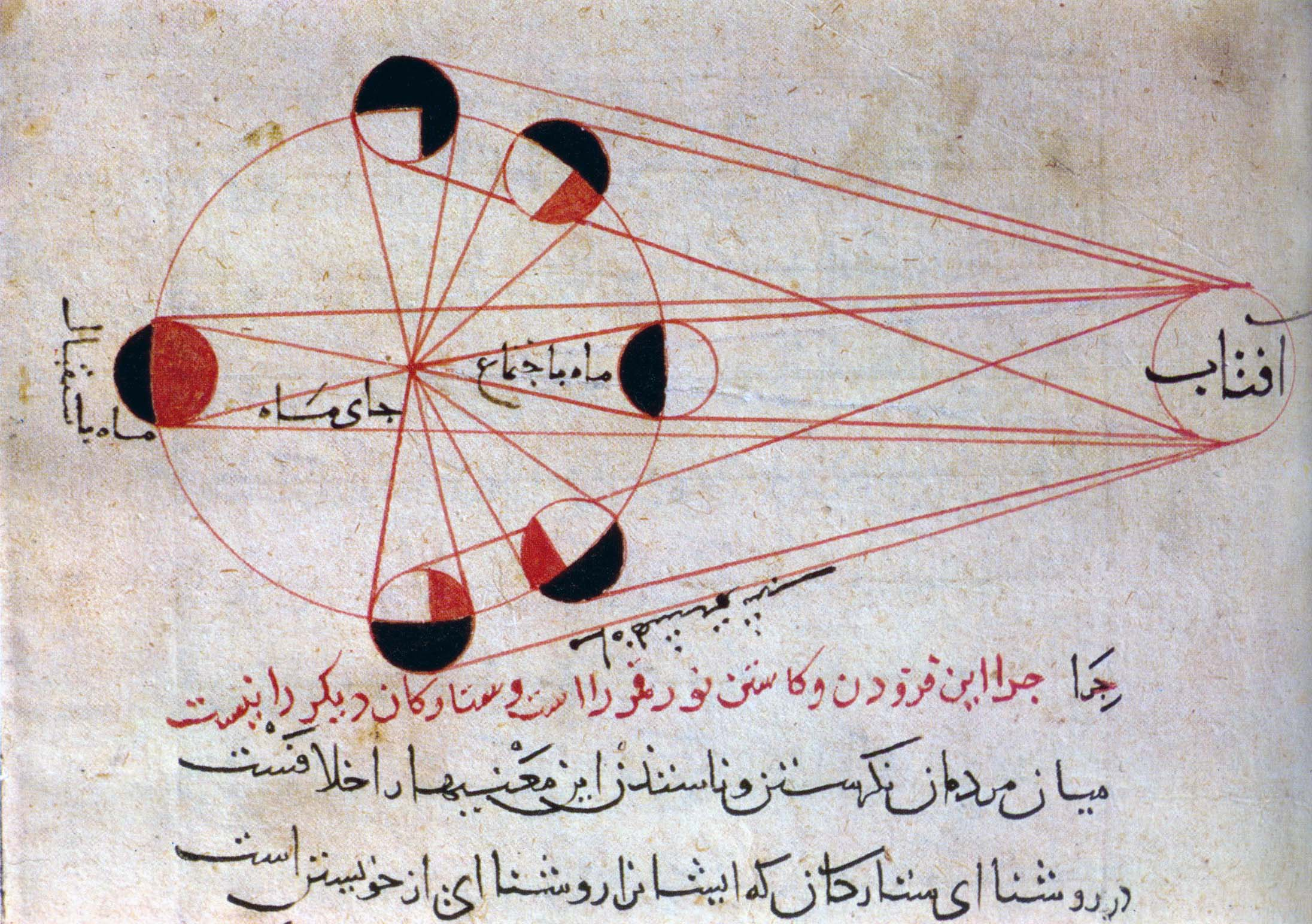
Иллюстрация из книги аль-Бируни на персидском языке. Показаны различные фазы Луны

Главное сочинение Бируни по астрономии — «Канон Мас‘уда по астрономии и звёздам». План этого сочинения близок к стандартному плану арабских зиджей, но в отличие от них здесь приведены подробные экспериментальные и математические доказательства всех излагаемых положений; ряд положений своих предшественников, например, предположение Сабита ибн Корры о связи движения апогея Солнца с предварением равноденствий Бируни опровергает, во многих вопросах приходит к новым выводам. Он рассмотрел гипотезу о движении Земли вокруг Солнца; он утверждал одинаковую огненную природу Солнца и звёзд, в отличие от тёмных тел — планет, подвижность звёзд и огромные их размеры по сравнению с Землёй, идею тяготения. Бируни проводил наблюдения на построенном ан-Насави в Рее стенном квадранте радиусом 7,5 м, выполняя их с точностью до 2′. Он установил угол наклона эклиптики к экватору, рассчитал радиус Земли, описал изменение окраски Луны при лунных затмениях и солнечную корону при солнечных затмениях.

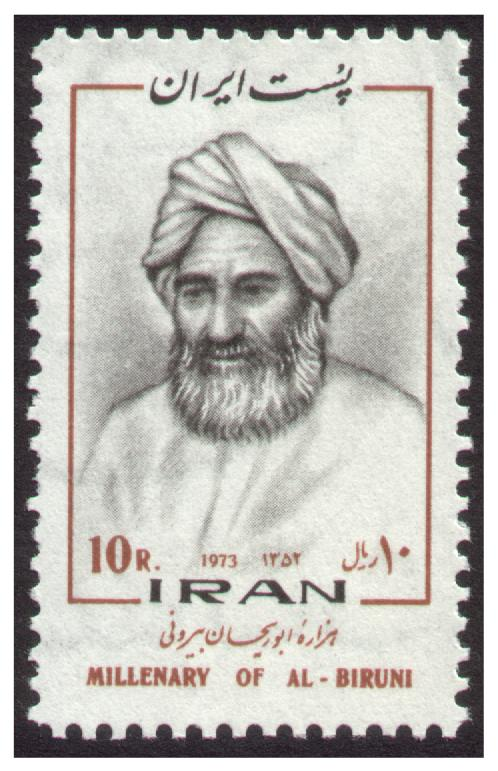
Аль-Бируни на иранской марке 1973 года

Большое внимание Бируни уделял математике, особенно тригонометрии: помимо значительной части «Канона Мас‘уда», он посвятил ей сочинения «Об определении хорд в круге при помощи вписанной в него ломаной линии» (здесь рассматривается ряд принадлежащих Архимеду теорем, не сохранившихся в греческих рукописях), «Об индийских рашиках» (в этой книге обсуждается так называемое тройное правило), «Сферика», «Книга жемчужин о плоскости сферы» и др. Вопросам прикладной математики посвящены трактат «Тени», несколько трактатов об астролябии и других астрономических инструментах, ряд сочинений по геодезии.
В 1038 году Бируни написал «Минералогию, или Книгу сводок для познания драгоценностей», в которой определён удельный вес многих минералов и даны подробные сведения о более чем пятидесяти минералах, рудах, металлах, сплавах и др. Им же составлена «Фармакогнозия в медицине» — книга о медицинских препаратах, капитальный труд, имеющий большое значение и в наше время. В этой книге он подробно описал около 880 растений, их отдельных частей и продуктов выделения, привёл их точные признаки, упорядочил терминологию. Бируни собрал и объяснил около 4500 арабских, греческих, сирийских, индийских, персидских, хорезмийских, согдийских, тюркских и других названий растений; эти синонимы важны для современного исследования истории фармакогнозии.
Как исследователь Бируни подчёркивал необходимость тщательной проверки знания опытом, противопоставляя экспериментальное знание умозрительному. С этих позиций он критиковал аристотелевскую и авиценновскую концепцию «естественного места» и аргументацию против существования пустоты.
Помимо своего родного хорезмийского языка, Бируни владел арабским, персидским, греческим, сирийским языками, а также ивритом, санскритом и хинди. Эти знания способствовали выработке им принципов перевода естественнонаучной терминологии с одного языка на другой. Созданная Бируни на почве арабской графики система транскрипции во многом предвосхищала современную систему передачи индийских слов в урду.
Бируни в своих произведениях приводит названия тюркских месяцев и тюркских лечебных трав.
Бируни в своём произведении «Памятники минувших поколений» приводит тюркские названия годов по животному циклу: сичкан, од, барс, тушкан, луй, илан, юнт, куй, пичин, тагигу, тунгуз. В этом же сочинении он приводит названия месяцев по тюркски: улуг-ой, кичик-ой, биринчи-ой, иккинчи-ой, учинчи-ой, туртинчи-ой, бешинчи-ой, олтинчи-ой, йетинчи-ой, саккизинчи-ой, токкузинчи-ой, унинчи-ой.

### Научные труды на персидском
Несмотря на своё иранское происхождение, Бируни большую часть своих научных трудов написал на арабском языке — научном языке своего времени, — однако «Китаб аль-Тафхим» — один из своих шедевров — написал как на персидском, так и на арабском, чем показал своё умение в равной степени писать на обоих языках. «Китаб аль-Тафхим» является одним из самых важных ранних произведений науки на персидском языке и представляет собой богатый источник персидской прозы и лексикографии. В книге умело и самым подробным образом рассмотрены дисциплины, входящие в средневековый квадривиум. В его научных трудах также встречаются отрывки и на другом иранском языке — хорезмийском.

## Память

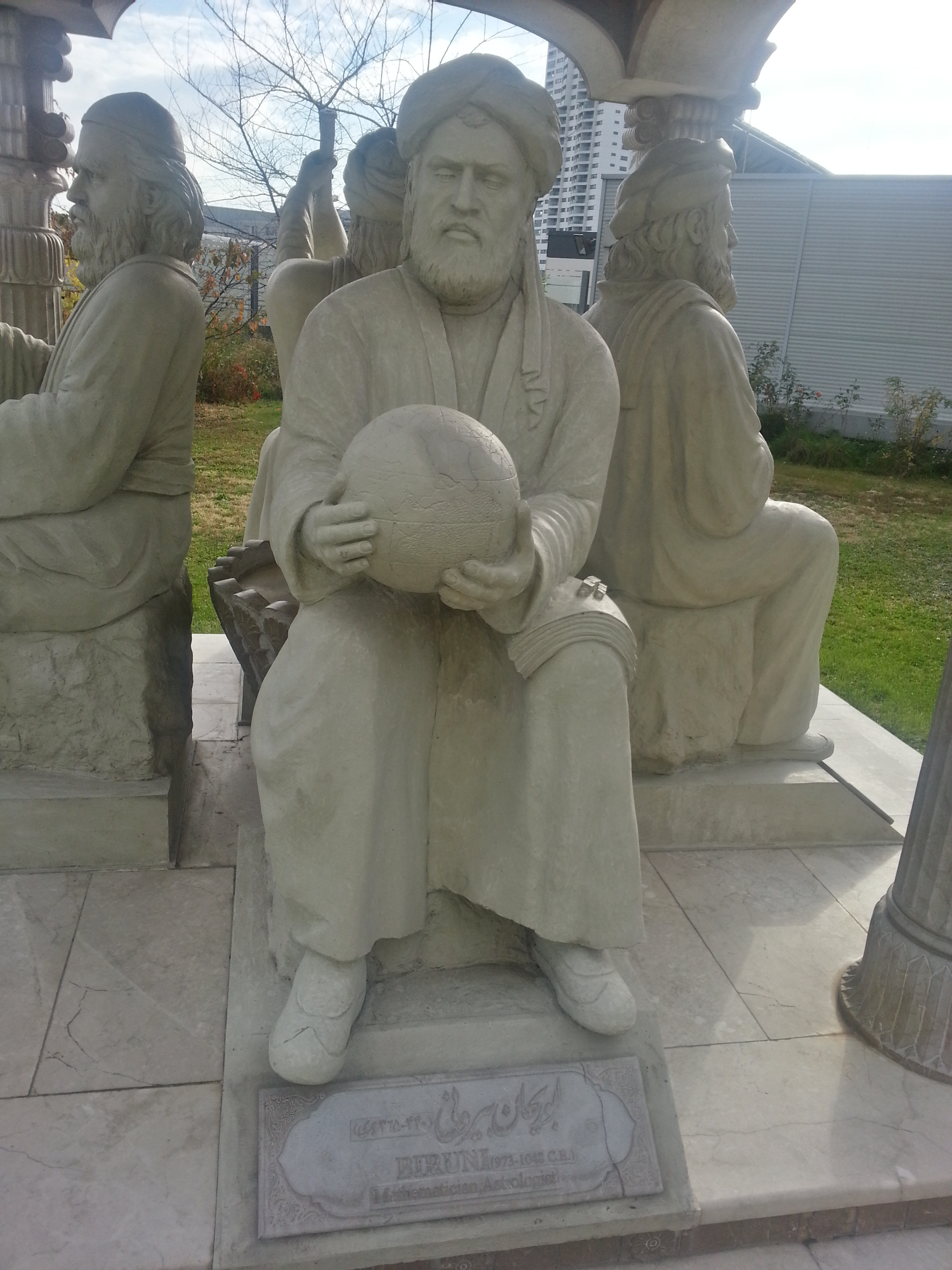
Статуя Аль-Бируни в составе Павильона персидских учёных перед офисом ООН в Вене, Австрия

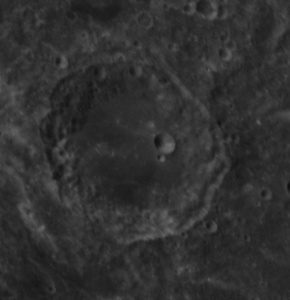
Лунный кратер Аль-Бируни, вид из Аполлон-14

- Имя Абу Рейхана аль-Бируни носят улицы многих городов Узбекистана: Хивы, Ургенча, Бухары, Самарканда, Термеза, Ташкента, Ферганы, Андижана, Гулистана.
- Родной город учёного назван в его честь Беруни в 1957 году.
- В 1973 году в Узбекистане по инициативе академика И. М. Муминова проводились мероприятия, посвящённые 1000-летию со дня рождения Абу Рейхана Бируни[39].
- Институт востоковедения имени Абу Рейхана Бируни в Ташкенте.
- Станция метро «Беруни» в Ташкенте.
- Памятники Бируни установлены в Ташкенте (Узбекистан), Тегеране (Иран).
- Имя аль-Бируни носил Ташкентский политехнический институт.
- В его честь названы лунный кратер Аль-Бируни и астероид 9936 Аль-Бируни.
- Известный учёный С. П. Толстов посвятил свою монографию «По следам древнехорезмийской цивилизации» хорезмийцу Абу Рейхану аль-Бируни[40].
- В июне 2009 года Иран подарил отделу Организации Объединённых Наций в Вене Павильон персидских учёных, размещённый на центральной площади Мемориала Венского международного центра. Этот павильон включает в себя статуи четырёх известных персидских деятелей науки: Авиценны, Абу Рейхана Бируни, Закарии Рази (Рейз) и Омара Хайяма[41].

## Сочинения аль-Бируни
- Бируни Абу Рейхан. Индия. / Пер. А. Б. Халидова, Ю. Н. Завадовского. // Избр. произв. — Т. 2. — Ташкент: Фан, 1963. (Репринт. — М.: Ладомир, 1995.)
- Бируни Абу Рейхан. [publ.lib.ru/ARCHIVES/B/BIRUNI_Abu_Reyhan Собрание сведений для познания драгоценностей (Минералогия).] / Пер. А. М. Беленицкого. — Л.: Изд. АН СССР, 1963.
- Бируни Абу Рейхан. Геодезия (Определение границ мест для уточнения расстояний между населёнными пунктами) / Иссл., пер. и прим. П. Г. Булгакова // Избр. произв. — Т. 3. — Ташкент: Фан, 1966.
- Бируни Абу Рейхан. Фармакогнозия в медицине / Иссл., пер. и прим. У. И. Каримова // Избр. произв. — Т. 4. — Ташкент: Фан, 1974.
- Бируни Абу Рейхан. Книга вразумления начаткам науки о звёздах = Китаб аль-Тафхим / Вступит. статья, пер. и примеч. Б. А. Розенфельда и А. Ахмедова. Отв. ред. д-р филол. наук А. К. Арендс. — Ташкент : Фан, 1975. — Т. 6. — (Избранные произведения / АН УзССР. Ин-т востоковедения им. Абу Рейхана Бируни).
- Бируни Абу Рейхан. Математические и астрономические трактаты / Пред., пер. и комм. П. Г. Булгакова и Б. А. Розенфельда. // Избр. произв. — Т. 7. — Ташкент: Фан, 1987.
- Звёздный каталог аль-Бируни с приложением каталогов Хайама и ат-Туси. Историко-астрономические исследования. — Вып. 8, 1962. — С. 83—192.
- Бируни Абу Рейхан. Трактат об определении хорд в круге при помощи ломаной линии, вписанной в него // Из истории науки и техники в странах Востока. — Вып. 3, 1963. — С. 93—147.
- Бируни Абу Рейхан. Книга об индийских рашиках / Пер. и прим. Б. А. Розенфельда // Из истории науки и техники в странах Востока. — Вып. 3, 1963. — С. 148—170.
- Беруни и Ибн Сина. Переписка. / Пер. Ю. Н. Завадовского. — Ташкент: Фан, 1973. Десять вопросов Беруни относительно «Книги о небе» и ответы Ибн Сины.
- Бируни. Об отношениях между металлами и драгоценными камнями по объёму / Пер. Б. А. Розенфельда и М. М. Рожанской // Из истории физико-математических наук на средневековом Востоке. — М.: Наука, 1983. — С. 141—160.

## В культуре
- Абу Рейхан Беруни, 1974 год.